# Inglaterra en la Copa Mundial de Rugby de 1991
La Rosa fue anfitrión y una de las 16 naciones participantes de la Copa Mundial de Rugby de 1991.
Inglaterra llegó en un gran nivel a la segunda copa del mundo, habiendo obtenido el Grand Slam como vencedora máxima en el Torneo de las Cinco Naciones 1991 y por así era candidata al título. Pese al resultado, esta participación es la mayor hazaña en su historia durante la era aficionada.

## Plantel
Cooke (50 años) seleccionó un plantel muy experto y sin debutantes. Se apoyó en un rudo juego de forwards con mucha posesión del balón, limitando a los backs a una dura defensa y esperar al contraataque.
|                         | Jugador            | Edad    | Posición      | Tests | Equipo               |
| ----------------------- | ------------------ | ------- | ------------- | ----- | -------------------- |
| Hookers y Pilares       |                    |         |               |       |                      |
| 1                       | Jason Leonard      | 23 años | Pilar         | 9     | Harlequins FC        |
| 2                       | Brian Moore        | 29 años | Hooker        | 31    | Harlequins FC        |
|                         | John Olver         | 30 años | Hooker        | 1     | Northampton Saints   |
|                         | Gary Pearce        | 35 años | Pilar         | 35    | Northampton Saints   |
| 3                       | Jeff Probyn        | 35 años | Pilar         | 24    | Wasps RFC            |
|                         | Paul Rendall       | 37 años | Pilar         | 27    | Wasps RFC            |
| Segundas líneas         |                    |         |               |       |                      |
| 5                       | Paul Ackford       | 33 años | Segunda línea | 17    | Harlequins FC        |
| 4                       | Wade Dooley        | 34 años | Segunda línea | 41    | Preston Grasshoppers |
|                         | Nigel Redman       | 27 años | Segunda línea | 11    | Bath Rugby           |
| Alas y Octavos          |                    |         |               |       |                      |
|                         | Gary Rees          | 31 años | Ala           | 22    | Nottingham Rugby     |
|                         | Dean Richards      | 28 años | Octavo        | 27    | Leicester Tigers     |
| 6                       | Michael Skinner    | 32 años | Ala           | 13    | Harlequins FC        |
| 8                       | Mike Teague        | 31 años | Octavo        | 17    | Gloucester Rugby     |
| 7                       | Peter Winterbottom | 31 años | Ala           | 43    | Harlequins FC        |
| Medios scrums           |                    |         |               |       |                      |
| 9                       | John Hill          | 30 años | Medio scrum   | 23    | Bath Rugby           |
| Aperturas y Centros     |                    |         |               |       |                      |
| 10                      | Rob Andrew         | 28 años | Apertura      | 38    | Wasps RFC            |
| 13                      | Will Carling       | 25 años | Centro        | 26    | Harlequins FC        |
| 12                      | Jeremy Guscott     | 26 años | Centro        | 13    | Bath Rugby           |
|                         | Simon Halliday     | 31 años | Centro        | 16    | Harlequins FC        |
| Fullbacks y Wings       |                    |         |               |       |                      |
| 14                      | Nigel Heslop       | 27 años | Wing          | 7     | Orrell R.U.F.C.      |
|                         | Simon Hodgkinson   | 28 años | Fullback      | 13    | Nottingham Rugby     |
|                         | Chris Oti          | 26 años | Wing          | 11    | Wasps RFC            |
| 11                      | Rory Underwood     | 28 años | Wing          | 45    | Leicester Tigers     |
| 15                      | Jonathan Webb      | 28 años | Fullback      | 18    | Bath Rugby           |
| Entrenador: Geoff Cooke |                    |         |               |       |                      |

## Participación
La Rosa integró el Grupo A junto con los reinantes campeones All Blacks, la fácil Italia y los débiles Estados Unidos. Cayeron en el partido inaugural ante Nueva Zelanda y vencieron ampliamente a los otros, para avanzar de fase.

### Fase final
En cuartos debieron cruzarse en París a los subcampeones Les Bleus; capitaneados por la leyenda Serge Blanco y acompañado de Pascal Ondarts, Abdelatif Benazzi, Philippe Sella y Jean-Baptiste Lafond. Inglaterra ganó Le Crunch jugando a presionar a la línea defensiva mediante patadas a cargar y una hostigante marca sobre Blanco, incluso golpeándolo fuera de tiempo, para quebrar el espíritu francés y evitar su ágil juego de backs.
Las semifinales los cruzó con Escocia, siendo aun hoy el clásico más importante que hayan disputado, integrada por: la leyenda Gavin Hastings, David Sole, John Jeffrey y Scott Hastings. En un aburrido duelo, la Rosa venció gracias a un grosero penal errado del capitán Hastings.

### Final
Inglaterra cumplió a su localía llegando al partido más importante, donde enfrentaron a los Wallabies y usaron una estrategia de juego totalmente opuesta a la realizada hasta entonces. La sólida defensa planteada por Bob Dwyer y ejecutada eficazmente por Simon Poidevin, Jason Little y Marty Roebuck, más el constante ataque de Tony Daly y David Campese fueron suficientes para que Australia gane la copa del mundo.

## Legado
El cambio de estrategia que usó Inglaterra en la final es considerado uno de los peores errores en la historia del rugby. Leonard dijo en su autobiografía que la decisión fue de Geoff Cooke, Carling y Rob Andrew, y que enfureció a los forwards. El nuevo estilo fue un intento para confundir a los australianos, pero resultó defectuoso y modificó hasta la línea de backs; resultando que varios jugaran fuera de su lugar habitual (como el centro Halliday al que lo alinearon de wing, reemplazando a Heslop).